# Tokudaia muenninki
Tokudaia muenninki es una especie de roedor de la familia Muridae.

## Distribución geográfica
Es endémico de la Isla de Okinawa, Japón.

## Hábitat
Su hábitat natural son: los bosques templados.